# Malmö FF 2016
Malmö FF 2016 var Malmö FF:s 107:e säsong, deras 81:e i Allsvenskan och deras 16:e raka säsong i ligan.
De tävlar i Allsvenskan och Svenska cupen.

## Viktiga händelser
- 8 december 2015: Alexander Blomqvist lämnar klubben för spel i Trelleborgs FF.
- 7 januari 2016: Amin Nazari lämnar klubben för spel i Falkenbergs FF.
- 30 mars 2016: Klubben ingår ett samarbetsavtal med Trelleborgs FF som gör det möjligt för spelare att representera båda klubbarna under 2016 års säsong.[1] Första spelaren som omfattas av detta avtalet är Erik Andersson.
- 31 mars 2016: Zlatan Azinović lånas ut till Ängelholms FF.

## Tävlingar

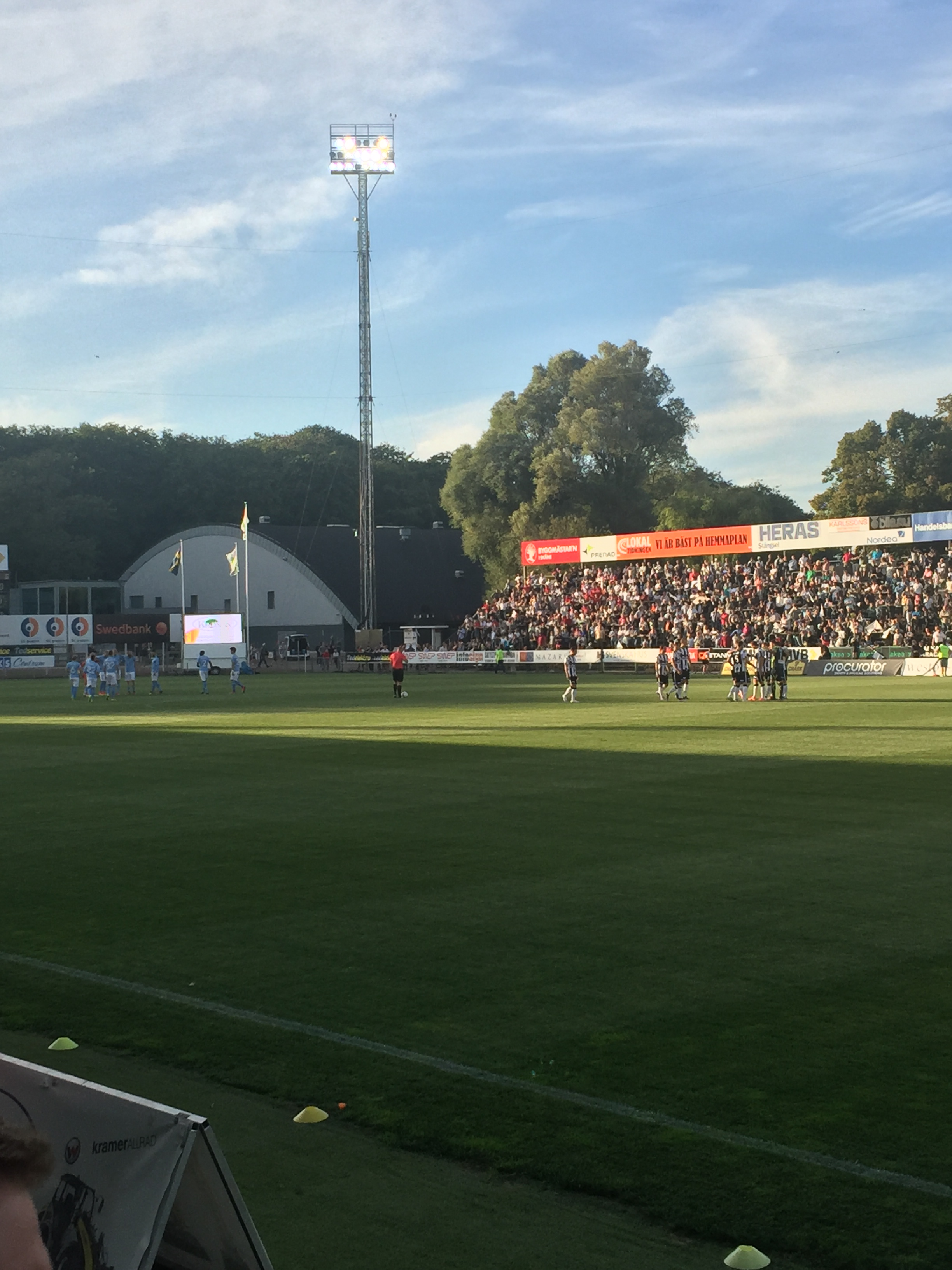
Landskrona BoIS – Malmö FF i andra omgången av Svenska cupen 2016/2017 den 25 augusti 2016 på Landskrona IP.

### Sammanställning
| Tävling       | Startar  | Nuvarande position | Slutgiltig ställning | Första matchen  | Sista matchen   |
| ------------- | -------- | ------------------ | -------------------- | --------------- | --------------- |
| Allsvenskan   | i.u.     | Vinnare            | Vinnare              | 2 april 2016    | 6 november 2016 |
| Svenska Cupen | Omgång 2 | Finalist           | Finalist             | 8 november 2015 | 5 maj 2016      |

### Allsvenskan

#### Ligatabell
Tabell uppdaterad 6 november 2016.
| Nr | Lag                  | S  | V  | O  | F  | GM | IM | MS  | P  |
| -- | -------------------- | -- | -- | -- | -- | -- | -- | --- | -- |
| 1  | Malmö FF             | 30 | 21 | 3  | 6  | 60 | 26 | +34 | 66 |
| 2  | AIK                  | 30 | 17 | 9  | 4  | 52 | 26 | +26 | 60 |
| 3  | IFK Norrköping (RM)  | 30 | 18 | 6  | 6  | 59 | 37 | +22 | 60 |
| 4  | IFK Göteborg         | 30 | 14 | 8  | 8  | 56 | 47 | +9  | 50 |
| 5  | IF Elfsborg          | 30 | 13 | 9  | 8  | 58 | 38 | +20 | 48 |
| 6  | Kalmar FF            | 30 | 12 | 8  | 10 | 45 | 40 | +5  | 44 |
| 7  | Djurgårdens IF       | 30 | 14 | 1  | 15 | 48 | 47 | +1  | 43 |
| 8  | Östersunds FK (U)    | 30 | 12 | 6  | 12 | 44 | 46 | −2  | 42 |
| 9  | Örebro SK            | 30 | 11 | 8  | 11 | 48 | 51 | −3  | 41 |
| 10 | BK Häcken            | 30 | 11 | 7  | 12 | 58 | 45 | +13 | 40 |
| 11 | Hammarby IF          | 30 | 10 | 9  | 11 | 46 | 49 | −3  | 39 |
| 12 | Jönköpings Södra (U) | 30 | 8  | 11 | 11 | 32 | 39 | −7  | 35 |
| 13 | GIF Sundsvall        | 30 | 7  | 9  | 14 | 38 | 54 | −16 | 30 |
| 14 | Helsingborgs IF      | 30 | 8  | 5  | 17 | 34 | 52 | −18 | 29 |
| 15 | Gefle IF             | 30 | 6  | 9  | 15 | 34 | 56 | −22 | 27 |
| 16 | Falkenbergs FF       | 30 | 2  | 4  | 24 | 25 | 84 | −59 | 10 |

#### Sammanställning av resultat
|        | SM | V  | O | F | GM | IM | MS  | P  |
| ------ | -- | -- | - | - | -- | -- | --- | -- |
| Hemma  | 15 | 12 | 1 | 2 | 30 | 9  | +21 | 37 |
| Borta  | 15 | 9  | 2 | 4 | 30 | 17 | +13 | 29 |
| Totalt | 30 | 21 | 3 | 6 | 60 | 26 | +34 | 66 |

#### Resultat efter omgång
| Omgång    | 1 | 2 | 3  | 4 | 5 | 6 | 7 | 8 | 9 | 10 | 11 | 12 | 13 | 14 | 15 | 16 | 17 | 18 | 19 | 20 | 21 | 22 | 23 | 24 | 25 | 26 | 27 | 28 | 29 | 30 |
| --------- | - | - | -- | - | - | - | - | - | - | -- | -- | -- | -- | -- | -- | -- | -- | -- | -- | -- | -- | -- | -- | -- | -- | -- | -- | -- | -- | -- |
| Spelplats | H | B | H  | B | H | B | H | B | H | B  | H  | B  | H  | B  | H  | B  | H  | B  | H  | B  | H  | B  | H  | H  | B  | B  | H  | B  | B  | H  |
| Resultat  | V | F | F  | V | V | V | V | F | V | V  | V  | V  | V  | O  | O  | V  | V  | O  | V  | V  | V  | F  | V  | V  | V  | V  | F  | V  | F  | V  |
| Position  | 1 | 7 | 12 | 8 | 5 | 2 | 2 | 2 | 2 | 2  | 1  | 1  | 1  | 1  | 1  | 1  | 1  | 1  | 1  | 1  | 1  | 2  | 2  | 1  | 1  | 1  | 1  | 1  | 1  | 1  |

#### Matcher
| 1           | 2 april 2016 | Malmö FF                                       | 3 – 1           | IFK Norrköping | Swedbank Stadion | |
| 13:00 UTC+2 | 13:00 UTC+2  | Christiansen 44′ Berget 76′ (str.) Rakip 90+2′ | (1 – 1) Rapport | 16′ Nyman      | Malmö · Publik: 21 085 · Domare: Stefan Johannesson (Stockholm) · Gult kort: MFF: Bengtsson (38’) Christiansen (59’) Lewicki (84’) IFKN: Fjóluson (20’) Johansson (32’) · | Malmö · Publik: 21 085 · Domare: Stefan Johannesson (Stockholm) · Gult kort: MFF: Bengtsson (38’) Christiansen (59’) Lewicki (84’) IFKN: Fjóluson (20’) Johansson (32’) · |
| 13:00 UTC+2 | 13:00 UTC+2  |                                                |                 |                | Malmö · Publik: 21 085 · Domare: Stefan Johannesson (Stockholm) · Gult kort: MFF: Bengtsson (38’) Christiansen (59’) Lewicki (84’) IFKN: Fjóluson (20’) Johansson (32’) · | Malmö · Publik: 21 085 · Domare: Stefan Johannesson (Stockholm) · Gult kort: MFF: Bengtsson (38’) Christiansen (59’) Lewicki (84’) IFKN: Fjóluson (20’) Johansson (32’) · |
| 13:00 UTC+2 | 13:00 UTC+2  |                                                |                 |                | Malmö · Publik: 21 085 · Domare: Stefan Johannesson (Stockholm) · Gult kort: MFF: Bengtsson (38’) Christiansen (59’) Lewicki (84’) IFKN: Fjóluson (20’) Johansson (32’) · | Malmö · Publik: 21 085 · Domare: Stefan Johannesson (Stockholm) · Gult kort: MFF: Bengtsson (38’) Christiansen (59’) Lewicki (84’) IFKN: Fjóluson (20’) Johansson (32’) · |

| 2           | 6 april 2016 | Jönköpings Södra            | 3 – 2           | Malmö FF                | Stadsparksvallen | |
| 18:30 UTC+2 | 18:30 UTC+2  | Cibicki 26′, 62′ Smylie 47′ | (1 – 1) Rapport | 4′ Bengtsson 78′ Berget | Jönköping · Publik: 6 321 · Domare: Andreas Ekberg (Lund) · Gult kort: JS: Smylie (4’, 65’) Cibicki (42’) MFF: Christiansen (8’) Árnason (70’) · Rött kort: JS: Smylie (65’) | Jönköping · Publik: 6 321 · Domare: Andreas Ekberg (Lund) · Gult kort: JS: Smylie (4’, 65’) Cibicki (42’) MFF: Christiansen (8’) Árnason (70’) · Rött kort: JS: Smylie (65’) |
| 18:30 UTC+2 | 18:30 UTC+2  |                             |                 |                         | Jönköping · Publik: 6 321 · Domare: Andreas Ekberg (Lund) · Gult kort: JS: Smylie (4’, 65’) Cibicki (42’) MFF: Christiansen (8’) Árnason (70’) · Rött kort: JS: Smylie (65’) | Jönköping · Publik: 6 321 · Domare: Andreas Ekberg (Lund) · Gult kort: JS: Smylie (4’, 65’) Cibicki (42’) MFF: Christiansen (8’) Árnason (70’) · Rött kort: JS: Smylie (65’) |
| 18:30 UTC+2 | 18:30 UTC+2  |                             |                 |                         | Jönköping · Publik: 6 321 · Domare: Andreas Ekberg (Lund) · Gult kort: JS: Smylie (4’, 65’) Cibicki (42’) MFF: Christiansen (8’) Árnason (70’) · Rött kort: JS: Smylie (65’) | Jönköping · Publik: 6 321 · Domare: Andreas Ekberg (Lund) · Gult kort: JS: Smylie (4’, 65’) Cibicki (42’) MFF: Christiansen (8’) Árnason (70’) · Rött kort: JS: Smylie (65’) |

| 3           | 11 april 2016 | Malmö FF   | 1 – 2           | GIF Sundsvall                 | Swedbank Stadion | |
| 19:00 UTC+2 | 19:00 UTC+2   | Molins 40′ | (1 – 1) Rapport | 12′ Sonko Sundberg 86′ Hasani | Malmö · Publik: 13 747 · Domare: Johan Hamlin (Bro) · Gult kort: MFF: Tinnerholm (31’) Arnason (81’) GIFS: Dibba (32’) Larsson (56’) Krogh Gerson (58’) · | Malmö · Publik: 13 747 · Domare: Johan Hamlin (Bro) · Gult kort: MFF: Tinnerholm (31’) Arnason (81’) GIFS: Dibba (32’) Larsson (56’) Krogh Gerson (58’) · |
| 19:00 UTC+2 | 19:00 UTC+2   |            |                 |                               | Malmö · Publik: 13 747 · Domare: Johan Hamlin (Bro) · Gult kort: MFF: Tinnerholm (31’) Arnason (81’) GIFS: Dibba (32’) Larsson (56’) Krogh Gerson (58’) · | Malmö · Publik: 13 747 · Domare: Johan Hamlin (Bro) · Gult kort: MFF: Tinnerholm (31’) Arnason (81’) GIFS: Dibba (32’) Larsson (56’) Krogh Gerson (58’) · |
| 19:00 UTC+2 | 19:00 UTC+2   |            |                 |                               | Malmö · Publik: 13 747 · Domare: Johan Hamlin (Bro) · Gult kort: MFF: Tinnerholm (31’) Arnason (81’) GIFS: Dibba (32’) Larsson (56’) Krogh Gerson (58’) · | Malmö · Publik: 13 747 · Domare: Johan Hamlin (Bro) · Gult kort: MFF: Tinnerholm (31’) Arnason (81’) GIFS: Dibba (32’) Larsson (56’) Krogh Gerson (58’) · |

| 4           | 18 april 2016 | IF Elfsborg | 0 – 1           | Malmö FF      | Borås Arena | |
| 19:00 UTC+2 | 19:00 UTC+2   |             | (0 – 0) Rapport | 78′ Rosenberg | Borås · Publik: 8 512 · Domare: Martin Strömbergsson (Gävle) · Gult kort: IFE: Hedlund (90+1’) MFF: Lewicki (59’) Christiansen (65’) Rosenberg (66’) Árnason (83’) Bengtsson (88’) · | Borås · Publik: 8 512 · Domare: Martin Strömbergsson (Gävle) · Gult kort: IFE: Hedlund (90+1’) MFF: Lewicki (59’) Christiansen (65’) Rosenberg (66’) Árnason (83’) Bengtsson (88’) · |
| 19:00 UTC+2 | 19:00 UTC+2   |             |                 |               | Borås · Publik: 8 512 · Domare: Martin Strömbergsson (Gävle) · Gult kort: IFE: Hedlund (90+1’) MFF: Lewicki (59’) Christiansen (65’) Rosenberg (66’) Árnason (83’) Bengtsson (88’) · | Borås · Publik: 8 512 · Domare: Martin Strömbergsson (Gävle) · Gult kort: IFE: Hedlund (90+1’) MFF: Lewicki (59’) Christiansen (65’) Rosenberg (66’) Árnason (83’) Bengtsson (88’) · |
| 19:00 UTC+2 | 19:00 UTC+2   |             |                 |               | Borås · Publik: 8 512 · Domare: Martin Strömbergsson (Gävle) · Gult kort: IFE: Hedlund (90+1’) MFF: Lewicki (59’) Christiansen (65’) Rosenberg (66’) Árnason (83’) Bengtsson (88’) · | Borås · Publik: 8 512 · Domare: Martin Strömbergsson (Gävle) · Gult kort: IFE: Hedlund (90+1’) MFF: Lewicki (59’) Christiansen (65’) Rosenberg (66’) Árnason (83’) Bengtsson (88’) · |

| 5           | 24 april 2016 | Malmö FF     | 1 – 0           | Djurgårdens IF | Swedbank Stadion                                                                                           | |
| 15:00 UTC+2 | 15:00 UTC+2   | Carvalho 62′ | (0 – 0) Rapport |                | Malmö · Publik: 18 734 · Domare: Mohammed Al-Hakim (Köping) · Gult kort: DIF: Hansson (2’) Sabovic (85’) · | Malmö · Publik: 18 734 · Domare: Mohammed Al-Hakim (Köping) · Gult kort: DIF: Hansson (2’) Sabovic (85’) · |
| 15:00 UTC+2 | 15:00 UTC+2   |              |                 |                | Malmö · Publik: 18 734 · Domare: Mohammed Al-Hakim (Köping) · Gult kort: DIF: Hansson (2’) Sabovic (85’) · | Malmö · Publik: 18 734 · Domare: Mohammed Al-Hakim (Köping) · Gult kort: DIF: Hansson (2’) Sabovic (85’) · |
| 15:00 UTC+2 | 15:00 UTC+2   |              |                 |                | Malmö · Publik: 18 734 · Domare: Mohammed Al-Hakim (Köping) · Gult kort: DIF: Hansson (2’) Sabovic (85’) · | Malmö · Publik: 18 734 · Domare: Mohammed Al-Hakim (Köping) · Gult kort: DIF: Hansson (2’) Sabovic (85’) · |

| 6           | 27 april 2016 | IFK Göteborg | 0 – 3 (Avbruten) | Malmö FF | Gamla Ullevi | |
| 18:30 UTC+2 | 18:30 UTC+2   |              | Rapport          |          | Göteborg · Publik: 15 748 · Domare: Jonas Eriksson (Sigtuna) · Gult kort: IFKG: Albæk (18’) Smedberg-Dalence (45’) Ankersen (66’) MFF: Árnason (20’) · | Göteborg · Publik: 15 748 · Domare: Jonas Eriksson (Sigtuna) · Gult kort: IFKG: Albæk (18’) Smedberg-Dalence (45’) Ankersen (66’) MFF: Árnason (20’) · |
| 18:30 UTC+2 | 18:30 UTC+2   |              |                  |          | Göteborg · Publik: 15 748 · Domare: Jonas Eriksson (Sigtuna) · Gult kort: IFKG: Albæk (18’) Smedberg-Dalence (45’) Ankersen (66’) MFF: Árnason (20’) · | Göteborg · Publik: 15 748 · Domare: Jonas Eriksson (Sigtuna) · Gult kort: IFKG: Albæk (18’) Smedberg-Dalence (45’) Ankersen (66’) MFF: Árnason (20’) · |
| 18:30 UTC+2 | 18:30 UTC+2   |              |                  |          | Göteborg · Publik: 15 748 · Domare: Jonas Eriksson (Sigtuna) · Gult kort: IFKG: Albæk (18’) Smedberg-Dalence (45’) Ankersen (66’) MFF: Árnason (20’) · | Göteborg · Publik: 15 748 · Domare: Jonas Eriksson (Sigtuna) · Gult kort: IFKG: Albæk (18’) Smedberg-Dalence (45’) Ankersen (66’) MFF: Árnason (20’) · |

| 7           | 1 maj 2016  | Malmö FF                  | 3 – 0           | BK Häcken | Swedbank Stadion | |
| 17:30 UTC+2 | 17:30 UTC+2 | Kjartansson 34′, 38′, 66′ | (2 – 0) Rapport |           | Malmö · Publik: 15 479 · Domare: Kristoffer Karlsson (Höganäs) · Gult kort: MFF: Wolff Eikrem (40’) · Rött kort: MFF: Rosenberg (90+1’) | Malmö · Publik: 15 479 · Domare: Kristoffer Karlsson (Höganäs) · Gult kort: MFF: Wolff Eikrem (40’) · Rött kort: MFF: Rosenberg (90+1’) |
| 17:30 UTC+2 | 17:30 UTC+2 |                           |                 |           | Malmö · Publik: 15 479 · Domare: Kristoffer Karlsson (Höganäs) · Gult kort: MFF: Wolff Eikrem (40’) · Rött kort: MFF: Rosenberg (90+1’) | Malmö · Publik: 15 479 · Domare: Kristoffer Karlsson (Höganäs) · Gult kort: MFF: Wolff Eikrem (40’) · Rött kort: MFF: Rosenberg (90+1’) |
| 17:30 UTC+2 | 17:30 UTC+2 |                           |                 |           | Malmö · Publik: 15 479 · Domare: Kristoffer Karlsson (Höganäs) · Gult kort: MFF: Wolff Eikrem (40’) · Rött kort: MFF: Rosenberg (90+1’) | Malmö · Publik: 15 479 · Domare: Kristoffer Karlsson (Höganäs) · Gult kort: MFF: Wolff Eikrem (40’) · Rött kort: MFF: Rosenberg (90+1’) |

| 8           | 8 maj 2016  | Helsingborgs IF       | 2 – 1           | Malmö FF           | Olympia | |
| 15:00 UTC+2 | 15:00 UTC+2 | Larsson 4′ Rusike 81′ | (1 – 0) Rapport | 90+4′ Wolff Eikrem | Helsingborg · Publik: 11 065 · Domare: Markus Strömbergsson (Gävle) · Gult kort: HEIF: Wede (70’) Andersson (77’) MFF: Bengtsson (20’) Tinnerholm (70’) Christiansen (90+5’) · | Helsingborg · Publik: 11 065 · Domare: Markus Strömbergsson (Gävle) · Gult kort: HEIF: Wede (70’) Andersson (77’) MFF: Bengtsson (20’) Tinnerholm (70’) Christiansen (90+5’) · |
| 15:00 UTC+2 | 15:00 UTC+2 |                       |                 |                    | Helsingborg · Publik: 11 065 · Domare: Markus Strömbergsson (Gävle) · Gult kort: HEIF: Wede (70’) Andersson (77’) MFF: Bengtsson (20’) Tinnerholm (70’) Christiansen (90+5’) · | Helsingborg · Publik: 11 065 · Domare: Markus Strömbergsson (Gävle) · Gult kort: HEIF: Wede (70’) Andersson (77’) MFF: Bengtsson (20’) Tinnerholm (70’) Christiansen (90+5’) · |
| 15:00 UTC+2 | 15:00 UTC+2 |                       |                 |                    | Helsingborg · Publik: 11 065 · Domare: Markus Strömbergsson (Gävle) · Gult kort: HEIF: Wede (70’) Andersson (77’) MFF: Bengtsson (20’) Tinnerholm (70’) Christiansen (90+5’) · | Helsingborg · Publik: 11 065 · Domare: Markus Strömbergsson (Gävle) · Gult kort: HEIF: Wede (70’) Andersson (77’) MFF: Bengtsson (20’) Tinnerholm (70’) Christiansen (90+5’) · |

| 9           | 14 maj 2016 | Malmö FF                  | 3 – 0           | Gefle IF | Swedbank Stadion | |
| 16:00 UTC+2 | 16:00 UTC+2 | Molins 49′, 58′ Rodić 76′ | (0 – 0) Rapport |          | Malmö · Publik: 13 801 · Domare: Magnus Lindgren (Göteborg) · Gult kort: MFF: Molins (49’) Tinnerholm (69’) Brorsson (71’) Rodić (76’) GIF: Skrabb (58’) · | Malmö · Publik: 13 801 · Domare: Magnus Lindgren (Göteborg) · Gult kort: MFF: Molins (49’) Tinnerholm (69’) Brorsson (71’) Rodić (76’) GIF: Skrabb (58’) · |
| 16:00 UTC+2 | 16:00 UTC+2 |                           |                 |          | Malmö · Publik: 13 801 · Domare: Magnus Lindgren (Göteborg) · Gult kort: MFF: Molins (49’) Tinnerholm (69’) Brorsson (71’) Rodić (76’) GIF: Skrabb (58’) · | Malmö · Publik: 13 801 · Domare: Magnus Lindgren (Göteborg) · Gult kort: MFF: Molins (49’) Tinnerholm (69’) Brorsson (71’) Rodić (76’) GIF: Skrabb (58’) · |
| 16:00 UTC+2 | 16:00 UTC+2 |                           |                 |          | Malmö · Publik: 13 801 · Domare: Magnus Lindgren (Göteborg) · Gult kort: MFF: Molins (49’) Tinnerholm (69’) Brorsson (71’) Rodić (76’) GIF: Skrabb (58’) · | Malmö · Publik: 13 801 · Domare: Magnus Lindgren (Göteborg) · Gult kort: MFF: Molins (49’) Tinnerholm (69’) Brorsson (71’) Rodić (76’) GIF: Skrabb (58’) · |

| 10          | 18 maj 2016 | Hammarby IF             | 2 – 3           | Malmö FF                                          | Tele2 Arena | |
| 18:30 UTC+2 | 18:30 UTC+2 | Pinto 3′ Israelsson 75′ | (1 – 2) Rapport | 10′ Kjartansson 43′ Christiansen 73′ Wolff Eikrem | Stockholm · Publik: 23 617 · Domare: Mohammed Al-Hakim (Köping) · Gult kort: HAIF: Wikland (77’) MFF: Wolff Eikrem (90+2’) · | Stockholm · Publik: 23 617 · Domare: Mohammed Al-Hakim (Köping) · Gult kort: HAIF: Wikland (77’) MFF: Wolff Eikrem (90+2’) · |
| 18:30 UTC+2 | 18:30 UTC+2 |                         |                 |                                                   | Stockholm · Publik: 23 617 · Domare: Mohammed Al-Hakim (Köping) · Gult kort: HAIF: Wikland (77’) MFF: Wolff Eikrem (90+2’) · | Stockholm · Publik: 23 617 · Domare: Mohammed Al-Hakim (Köping) · Gult kort: HAIF: Wikland (77’) MFF: Wolff Eikrem (90+2’) · |
| 18:30 UTC+2 | 18:30 UTC+2 |                         |                 |                                                   | Stockholm · Publik: 23 617 · Domare: Mohammed Al-Hakim (Köping) · Gult kort: HAIF: Wikland (77’) MFF: Wolff Eikrem (90+2’) · | Stockholm · Publik: 23 617 · Domare: Mohammed Al-Hakim (Köping) · Gult kort: HAIF: Wikland (77’) MFF: Wolff Eikrem (90+2’) · |

| 11          | 23 maj 2016 | Malmö FF                     | 2 – 0           | Falkenbergs FF | Swedbank Stadion                                                                               |                                                                                                |
| 19:00 UTC+2 | 19:00 UTC+2 | Rosenberg 7′ Kjartansson 12′ | (2 – 0) Rapport |                | Malmö · Publik: 15 876 · Domare: Martin Strömbergsson (Gävle) · Gult kort: MFF: Konate (77’) · | Malmö · Publik: 15 876 · Domare: Martin Strömbergsson (Gävle) · Gult kort: MFF: Konate (77’) · |
| 19:00 UTC+2 | 19:00 UTC+2 |                              |                 |                | Malmö · Publik: 15 876 · Domare: Martin Strömbergsson (Gävle) · Gult kort: MFF: Konate (77’) · | Malmö · Publik: 15 876 · Domare: Martin Strömbergsson (Gävle) · Gult kort: MFF: Konate (77’) · |
| 19:00 UTC+2 | 19:00 UTC+2 |                              |                 |                | Malmö · Publik: 15 876 · Domare: Martin Strömbergsson (Gävle) · Gult kort: MFF: Konate (77’) · | Malmö · Publik: 15 876 · Domare: Martin Strömbergsson (Gävle) · Gult kort: MFF: Konate (77’) · |

| 12          | 28 maj 2016 | Östersunds FK | 1 – 4           | Malmö FF                                | Jämtkraft Arena                                                                                   |                                                                                                   |
| 16:00 UTC+2 | 16:00 UTC+2 | Dyer 63′      | (0 – 2) Rapport | 3′ Rosenberg 6′, 65′, 90+4′ Kjartansson | Östersund · Publik: 7 739 · Domare: Johan Krantz (Uppsala) · Gult kort: MFF: Christiansen (73’) · | Östersund · Publik: 7 739 · Domare: Johan Krantz (Uppsala) · Gult kort: MFF: Christiansen (73’) · |
| 16:00 UTC+2 | 16:00 UTC+2 |               |                 |                                         | Östersund · Publik: 7 739 · Domare: Johan Krantz (Uppsala) · Gult kort: MFF: Christiansen (73’) · | Östersund · Publik: 7 739 · Domare: Johan Krantz (Uppsala) · Gult kort: MFF: Christiansen (73’) · |
| 16:00 UTC+2 | 16:00 UTC+2 |               |                 |                                         | Östersund · Publik: 7 739 · Domare: Johan Krantz (Uppsala) · Gult kort: MFF: Christiansen (73’) · | Östersund · Publik: 7 739 · Domare: Johan Krantz (Uppsala) · Gult kort: MFF: Christiansen (73’) · |

| 13          | 11 juli 2016 | Malmö FF   | 1 – 0           | Örebro SK | Swedbank Stadion | |
| 19:00 UTC+2 | 19:00 UTC+2  | Berget 52′ | (0 – 0) Rapport |           | Malmö · Publik: 17 526 · Domare: Bojan Pandzic (Göteborg) · Gult kort: MFF: Berget (80’) ÖSK: Gerzic (47’) Holmberg (74’) Moberg (79’) Ring (90+’1) · | Malmö · Publik: 17 526 · Domare: Bojan Pandzic (Göteborg) · Gult kort: MFF: Berget (80’) ÖSK: Gerzic (47’) Holmberg (74’) Moberg (79’) Ring (90+’1) · |
| 19:00 UTC+2 | 19:00 UTC+2  |            |                 |           | Malmö · Publik: 17 526 · Domare: Bojan Pandzic (Göteborg) · Gult kort: MFF: Berget (80’) ÖSK: Gerzic (47’) Holmberg (74’) Moberg (79’) Ring (90+’1) · | Malmö · Publik: 17 526 · Domare: Bojan Pandzic (Göteborg) · Gult kort: MFF: Berget (80’) ÖSK: Gerzic (47’) Holmberg (74’) Moberg (79’) Ring (90+’1) · |
| 19:00 UTC+2 | 19:00 UTC+2  |            |                 |           | Malmö · Publik: 17 526 · Domare: Bojan Pandzic (Göteborg) · Gult kort: MFF: Berget (80’) ÖSK: Gerzic (47’) Holmberg (74’) Moberg (79’) Ring (90+’1) · | Malmö · Publik: 17 526 · Domare: Bojan Pandzic (Göteborg) · Gult kort: MFF: Berget (80’) ÖSK: Gerzic (47’) Holmberg (74’) Moberg (79’) Ring (90+’1) · |

| 14          | 17 juli 2016 | AIK       | 1 – 1           | Malmö FF        | Friends Arena                                                                                        | |
| 17:30 UTC+2 | 17:30 UTC+2  | Avdić 44′ | (1 – 1) Rapport | 15′ Kjartansson | Stockholm · Publik: 15 847 · Domare: Martin Strömbergsson (Gävle) · Gult kort: AIK: Sundgren (66’) · | Stockholm · Publik: 15 847 · Domare: Martin Strömbergsson (Gävle) · Gult kort: AIK: Sundgren (66’) · |
| 17:30 UTC+2 | 17:30 UTC+2  |           |                 |                 | Stockholm · Publik: 15 847 · Domare: Martin Strömbergsson (Gävle) · Gult kort: AIK: Sundgren (66’) · | Stockholm · Publik: 15 847 · Domare: Martin Strömbergsson (Gävle) · Gult kort: AIK: Sundgren (66’) · |
| 17:30 UTC+2 | 17:30 UTC+2  |           |                 |                 | Stockholm · Publik: 15 847 · Domare: Martin Strömbergsson (Gävle) · Gult kort: AIK: Sundgren (66’) · | Stockholm · Publik: 15 847 · Domare: Martin Strömbergsson (Gävle) · Gult kort: AIK: Sundgren (66’) · |

| 15          | 23 juli 2016 | Malmö FF        | 1 – 1           | Kalmar FF  | Swedbank Stadion | |
| 16:00 UTC+2 | 16:00 UTC+2  | Kjartansson 90′ | (0 – 1) Rapport | 44′ V. Elm | Malmö · Publik: 14 887 · Domare: Kristoffer Karlsson (Höganäs) · Gult kort: MFF: Tinnerholm (26’) Adu (65’) Bengtsson (90+1’) KFF: Larsson (63’) Ingelsson (87’) D. Elm (90+1’) V. Elm (90+1’) Abdu (90+5’) · | Malmö · Publik: 14 887 · Domare: Kristoffer Karlsson (Höganäs) · Gult kort: MFF: Tinnerholm (26’) Adu (65’) Bengtsson (90+1’) KFF: Larsson (63’) Ingelsson (87’) D. Elm (90+1’) V. Elm (90+1’) Abdu (90+5’) · |
| 16:00 UTC+2 | 16:00 UTC+2  |                 |                 |            | Malmö · Publik: 14 887 · Domare: Kristoffer Karlsson (Höganäs) · Gult kort: MFF: Tinnerholm (26’) Adu (65’) Bengtsson (90+1’) KFF: Larsson (63’) Ingelsson (87’) D. Elm (90+1’) V. Elm (90+1’) Abdu (90+5’) · | Malmö · Publik: 14 887 · Domare: Kristoffer Karlsson (Höganäs) · Gult kort: MFF: Tinnerholm (26’) Adu (65’) Bengtsson (90+1’) KFF: Larsson (63’) Ingelsson (87’) D. Elm (90+1’) V. Elm (90+1’) Abdu (90+5’) · |
| 16:00 UTC+2 | 16:00 UTC+2  |                 |                 |            | Malmö · Publik: 14 887 · Domare: Kristoffer Karlsson (Höganäs) · Gult kort: MFF: Tinnerholm (26’) Adu (65’) Bengtsson (90+1’) KFF: Larsson (63’) Ingelsson (87’) D. Elm (90+1’) V. Elm (90+1’) Abdu (90+5’) · | Malmö · Publik: 14 887 · Domare: Kristoffer Karlsson (Höganäs) · Gult kort: MFF: Tinnerholm (26’) Adu (65’) Bengtsson (90+1’) KFF: Larsson (63’) Ingelsson (87’) D. Elm (90+1’) V. Elm (90+1’) Abdu (90+5’) · |

| 16          | 1 augusti 2016 | Örebro SK | 0 – 3           | Malmö FF                                  | Behrn Arena | |
| 19:00 UTC+2 | 19:00 UTC+2    |           | (0 – 1) Rapport | 28′, 53′ Kjartansson 56′ (str.) Rosenberg | Örebro · Publik: 9 047 · Domare: Markus Strömbergsson (Gävle) · Gult kort: ÖSK: Sema (31’) Åhman-Persson (42’) Moberg (74’) Gerzic (76’) MFF: Tinnerholm (41’) Árnason (73’) · | Örebro · Publik: 9 047 · Domare: Markus Strömbergsson (Gävle) · Gult kort: ÖSK: Sema (31’) Åhman-Persson (42’) Moberg (74’) Gerzic (76’) MFF: Tinnerholm (41’) Árnason (73’) · |
| 19:00 UTC+2 | 19:00 UTC+2    |           |                 |                                           | Örebro · Publik: 9 047 · Domare: Markus Strömbergsson (Gävle) · Gult kort: ÖSK: Sema (31’) Åhman-Persson (42’) Moberg (74’) Gerzic (76’) MFF: Tinnerholm (41’) Árnason (73’) · | Örebro · Publik: 9 047 · Domare: Markus Strömbergsson (Gävle) · Gult kort: ÖSK: Sema (31’) Åhman-Persson (42’) Moberg (74’) Gerzic (76’) MFF: Tinnerholm (41’) Árnason (73’) · |
| 19:00 UTC+2 | 19:00 UTC+2    |           |                 |                                           | Örebro · Publik: 9 047 · Domare: Markus Strömbergsson (Gävle) · Gult kort: ÖSK: Sema (31’) Åhman-Persson (42’) Moberg (74’) Gerzic (76’) MFF: Tinnerholm (41’) Árnason (73’) · | Örebro · Publik: 9 047 · Domare: Markus Strömbergsson (Gävle) · Gult kort: ÖSK: Sema (31’) Åhman-Persson (42’) Moberg (74’) Gerzic (76’) MFF: Tinnerholm (41’) Árnason (73’) · |

| 17          | 7 augusti 2016 | Malmö FF                      | 2 – 0           | AIK | Swedbank Stadion | |
| 13:00 UTC+2 | 13:00 UTC+2    | Eikrem 43′ Christiansen 90+3′ | (1 – 0) Rapport |     | Malmö · Publik: 20 150 · Domare: Markus Strömbergsson (Gävle) · Gult kort: MFF: Árnason (45+1’) Bengtsson (88’) AIK: Karlsson (10’) Ofori (50’) · | Malmö · Publik: 20 150 · Domare: Markus Strömbergsson (Gävle) · Gult kort: MFF: Árnason (45+1’) Bengtsson (88’) AIK: Karlsson (10’) Ofori (50’) · |
| 13:00 UTC+2 | 13:00 UTC+2    |                               |                 |     | Malmö · Publik: 20 150 · Domare: Markus Strömbergsson (Gävle) · Gult kort: MFF: Árnason (45+1’) Bengtsson (88’) AIK: Karlsson (10’) Ofori (50’) · | Malmö · Publik: 20 150 · Domare: Markus Strömbergsson (Gävle) · Gult kort: MFF: Árnason (45+1’) Bengtsson (88’) AIK: Karlsson (10’) Ofori (50’) · |
| 13:00 UTC+2 | 13:00 UTC+2    |                               |                 |     | Malmö · Publik: 20 150 · Domare: Markus Strömbergsson (Gävle) · Gult kort: MFF: Árnason (45+1’) Bengtsson (88’) AIK: Karlsson (10’) Ofori (50’) · | Malmö · Publik: 20 150 · Domare: Markus Strömbergsson (Gävle) · Gult kort: MFF: Árnason (45+1’) Bengtsson (88’) AIK: Karlsson (10’) Ofori (50’) · |

| 18          | 14 augusti 2016 | Kalmar FF | 1 – 1           | Malmö FF         | Guldfågeln Arena | |
| 15:00 UTC+2 | 15:00 UTC+2     | Ring 73′  | (0 – 0) Rapport | 86′ Christiansen | Kalmar · Publik: 7 212 · Domare: Bojan Pandzic (Göteborg) · Gult kort: KFF: Nouri (59’) MFF: Lewicki (37’) Brorsson (90’) · | Kalmar · Publik: 7 212 · Domare: Bojan Pandzic (Göteborg) · Gult kort: KFF: Nouri (59’) MFF: Lewicki (37’) Brorsson (90’) · |
| 15:00 UTC+2 | 15:00 UTC+2     |           |                 |                  | Kalmar · Publik: 7 212 · Domare: Bojan Pandzic (Göteborg) · Gult kort: KFF: Nouri (59’) MFF: Lewicki (37’) Brorsson (90’) · | Kalmar · Publik: 7 212 · Domare: Bojan Pandzic (Göteborg) · Gult kort: KFF: Nouri (59’) MFF: Lewicki (37’) Brorsson (90’) · |
| 15:00 UTC+2 | 15:00 UTC+2     |           |                 |                  | Kalmar · Publik: 7 212 · Domare: Bojan Pandzic (Göteborg) · Gult kort: KFF: Nouri (59’) MFF: Lewicki (37’) Brorsson (90’) · | Kalmar · Publik: 7 212 · Domare: Bojan Pandzic (Göteborg) · Gult kort: KFF: Nouri (59’) MFF: Lewicki (37’) Brorsson (90’) · |

| 19          | 22 augusti 2016 | Malmö FF                                                      | 4 – 1           | Jönköpings Södra       | Swedbank Stadion                                            |                                                             |
| 19:00 UTC+2 | 19:00 UTC+2     | Bengtsson 23′ Kjartansson 25′ Christiansen 31′ Jeremejeff 86′ | (3 – 0) Rapport | 90+3′ Calatayud Lebron | Malmö Publik: 16 533 Domare: Stefan Johannesson (Stockholm) | Malmö Publik: 16 533 Domare: Stefan Johannesson (Stockholm) |
| 19:00 UTC+2 | 19:00 UTC+2     |                                                               |                 |                        | Malmö Publik: 16 533 Domare: Stefan Johannesson (Stockholm) | Malmö Publik: 16 533 Domare: Stefan Johannesson (Stockholm) |
| 19:00 UTC+2 | 19:00 UTC+2     |                                                               |                 |                        | Malmö Publik: 16 533 Domare: Stefan Johannesson (Stockholm) | Malmö Publik: 16 533 Domare: Stefan Johannesson (Stockholm) |

| 20          | 28 augusti 2016 | GIF Sundsvall | 0 – 1           | Malmö FF        | Norrporten Arena | |
| 17:30 UTC+2 | 17:30 UTC+2     |               | (0 – 0) Rapport | 64′ Kjartansson | Sundsvall · Publik: 4 116 · Domare: Per Melin (Kävlinge) · Gult kort: GIFS: Granat (74’) Sonko Sundberg (90+2’) Eklund MFF: Eikrem (19') Berget (54’) Adu (74’) Rakip (90+1') Safari (90+2') · | Sundsvall · Publik: 4 116 · Domare: Per Melin (Kävlinge) · Gult kort: GIFS: Granat (74’) Sonko Sundberg (90+2’) Eklund MFF: Eikrem (19') Berget (54’) Adu (74’) Rakip (90+1') Safari (90+2') · |
| 17:30 UTC+2 | 17:30 UTC+2     |               |                 |                 | Sundsvall · Publik: 4 116 · Domare: Per Melin (Kävlinge) · Gult kort: GIFS: Granat (74’) Sonko Sundberg (90+2’) Eklund MFF: Eikrem (19') Berget (54’) Adu (74’) Rakip (90+1') Safari (90+2') · | Sundsvall · Publik: 4 116 · Domare: Per Melin (Kävlinge) · Gult kort: GIFS: Granat (74’) Sonko Sundberg (90+2’) Eklund MFF: Eikrem (19') Berget (54’) Adu (74’) Rakip (90+1') Safari (90+2') · |
| 17:30 UTC+2 | 17:30 UTC+2     |               |                 |                 | Sundsvall · Publik: 4 116 · Domare: Per Melin (Kävlinge) · Gult kort: GIFS: Granat (74’) Sonko Sundberg (90+2’) Eklund MFF: Eikrem (19') Berget (54’) Adu (74’) Rakip (90+1') Safari (90+2') · | Sundsvall · Publik: 4 116 · Domare: Per Melin (Kävlinge) · Gult kort: GIFS: Granat (74’) Sonko Sundberg (90+2’) Eklund MFF: Eikrem (19') Berget (54’) Adu (74’) Rakip (90+1') Safari (90+2') · |

| 21          | 12 september 2016 | Malmö FF                          | 3 – 1           | IFK Göteborg | Swedbank Stadion | |
| 19:00 UTC+2 | 19:00 UTC+2       | Rosenberg 15′, 79′ Jeremejeff 79′ | (1 – 0) Rapport | 67′ (sjm.)   | Malmö · Publik: 21 273 · Domare: Stefan Johannesson (Stockholm) · Gult kort: MFF: Safari (28’, 90’) Rosenberg (52’) IFKG: Jamieson (49’) Ómarsson (59’) Rieks (68’) Bjärsmyr (86’) · Rött kort: MFF: Safari (90’) | Malmö · Publik: 21 273 · Domare: Stefan Johannesson (Stockholm) · Gult kort: MFF: Safari (28’, 90’) Rosenberg (52’) IFKG: Jamieson (49’) Ómarsson (59’) Rieks (68’) Bjärsmyr (86’) · Rött kort: MFF: Safari (90’) |
| 19:00 UTC+2 | 19:00 UTC+2       |                                   |                 |              | Malmö · Publik: 21 273 · Domare: Stefan Johannesson (Stockholm) · Gult kort: MFF: Safari (28’, 90’) Rosenberg (52’) IFKG: Jamieson (49’) Ómarsson (59’) Rieks (68’) Bjärsmyr (86’) · Rött kort: MFF: Safari (90’) | Malmö · Publik: 21 273 · Domare: Stefan Johannesson (Stockholm) · Gult kort: MFF: Safari (28’, 90’) Rosenberg (52’) IFKG: Jamieson (49’) Ómarsson (59’) Rieks (68’) Bjärsmyr (86’) · Rött kort: MFF: Safari (90’) |
| 19:00 UTC+2 | 19:00 UTC+2       |                                   |                 |              | Malmö · Publik: 21 273 · Domare: Stefan Johannesson (Stockholm) · Gult kort: MFF: Safari (28’, 90’) Rosenberg (52’) IFKG: Jamieson (49’) Ómarsson (59’) Rieks (68’) Bjärsmyr (86’) · Rött kort: MFF: Safari (90’) | Malmö · Publik: 21 273 · Domare: Stefan Johannesson (Stockholm) · Gult kort: MFF: Safari (28’, 90’) Rosenberg (52’) IFKG: Jamieson (49’) Ómarsson (59’) Rieks (68’) Bjärsmyr (86’) · Rött kort: MFF: Safari (90’) |

| 22          | 18 september 2016 | Djurgårdens IF              | 3 – 1           | Malmö FF                | Tele2 Arena                                                                                              | |
| 17:30 UTC+2 | 17:30 UTC+2       | Eriksson 7′ Olunga 16′, 60′ | (2 – 1) Rapport | 20′ Magnus Wolff Eikrem | Stockholm · Publik: 15 370 · Domare: Mohammed Al-Hakim (Västerås) · Gult kort: MFF: Christiansen (78’) · | Stockholm · Publik: 15 370 · Domare: Mohammed Al-Hakim (Västerås) · Gult kort: MFF: Christiansen (78’) · |
| 17:30 UTC+2 | 17:30 UTC+2       |                             |                 |                         | Stockholm · Publik: 15 370 · Domare: Mohammed Al-Hakim (Västerås) · Gult kort: MFF: Christiansen (78’) · | Stockholm · Publik: 15 370 · Domare: Mohammed Al-Hakim (Västerås) · Gult kort: MFF: Christiansen (78’) · |
| 17:30 UTC+2 | 17:30 UTC+2       |                             |                 |                         | Stockholm · Publik: 15 370 · Domare: Mohammed Al-Hakim (Västerås) · Gult kort: MFF: Christiansen (78’) · | Stockholm · Publik: 15 370 · Domare: Mohammed Al-Hakim (Västerås) · Gult kort: MFF: Christiansen (78’) · |

| 23          | 21 september 2016 | Malmö FF    | 1 – 0           | IF Elfsborg | Swedbank Stadion | |
| 19:00 UTC+2 | 19:00 UTC+2       | Rakip 90+1′ | (0 – 0) Rapport |             | Malmö · Publik: 16 597 · Domare: Glenn Nyberg (Borlänge) · Gult kort: MFF: Adu (81’) Rakip (90+1’) IFE: Claesson (76’) Manns (89’) · | Malmö · Publik: 16 597 · Domare: Glenn Nyberg (Borlänge) · Gult kort: MFF: Adu (81’) Rakip (90+1’) IFE: Claesson (76’) Manns (89’) · |
| 19:00 UTC+2 | 19:00 UTC+2       |             |                 |             | Malmö · Publik: 16 597 · Domare: Glenn Nyberg (Borlänge) · Gult kort: MFF: Adu (81’) Rakip (90+1’) IFE: Claesson (76’) Manns (89’) · | Malmö · Publik: 16 597 · Domare: Glenn Nyberg (Borlänge) · Gult kort: MFF: Adu (81’) Rakip (90+1’) IFE: Claesson (76’) Manns (89’) · |
| 19:00 UTC+2 | 19:00 UTC+2       |             |                 |             | Malmö · Publik: 16 597 · Domare: Glenn Nyberg (Borlänge) · Gult kort: MFF: Adu (81’) Rakip (90+1’) IFE: Claesson (76’) Manns (89’) · | Malmö · Publik: 16 597 · Domare: Glenn Nyberg (Borlänge) · Gult kort: MFF: Adu (81’) Rakip (90+1’) IFE: Claesson (76’) Manns (89’) · |

| 24          | 25 september 2016 | Malmö FF                        | 2 – 0           | Helsingborgs IF | Swedbank Stadion | |
| 17:30 UTC+2 | 17:30 UTC+2       | Christiansen 22′ Svanberg 90+5′ | (1 – 0) Rapport |                 | Malmö · Publik: 19 918 · Domare: Martin Strömbergsson (Gävle) · Gult kort: MFF: Yoshi (37’) HEIF: Ralani (71’) Atakora (84’) · | Malmö · Publik: 19 918 · Domare: Martin Strömbergsson (Gävle) · Gult kort: MFF: Yoshi (37’) HEIF: Ralani (71’) Atakora (84’) · |
| 17:30 UTC+2 | 17:30 UTC+2       |                                 |                 |                 | Malmö · Publik: 19 918 · Domare: Martin Strömbergsson (Gävle) · Gult kort: MFF: Yoshi (37’) HEIF: Ralani (71’) Atakora (84’) · | Malmö · Publik: 19 918 · Domare: Martin Strömbergsson (Gävle) · Gult kort: MFF: Yoshi (37’) HEIF: Ralani (71’) Atakora (84’) · |
| 17:30 UTC+2 | 17:30 UTC+2       |                                 |                 |                 | Malmö · Publik: 19 918 · Domare: Martin Strömbergsson (Gävle) · Gult kort: MFF: Yoshi (37’) HEIF: Ralani (71’) Atakora (84’) · | Malmö · Publik: 19 918 · Domare: Martin Strömbergsson (Gävle) · Gult kort: MFF: Yoshi (37’) HEIF: Ralani (71’) Atakora (84’) · |

| 25          | 2 oktober 2016 | BK Häcken               | 2 – 4           | Malmö FF                                   | Bravida Arena | |
| 16:00 UTC+2 | 16:00 UTC+2    | Owoeri 15′ Farnerud 19′ | (2 – 2) Rapport | 13′ Adu 34′ Berget 61′ Jeremejeff 83′ Sana | Göteborg · Publik: 4 752 · Domare: Glenn Nyberg (Borlänge) · Gult kort: BKH: Schüller (50’, 55’) Owoeri (90+1’) MFF: Lewicki (8’) Jeremejeff (59’) Árnason (77’) Sana (84’) Wiland (90+2’) · Rött kort: BKH: Schüller (55’) | Göteborg · Publik: 4 752 · Domare: Glenn Nyberg (Borlänge) · Gult kort: BKH: Schüller (50’, 55’) Owoeri (90+1’) MFF: Lewicki (8’) Jeremejeff (59’) Árnason (77’) Sana (84’) Wiland (90+2’) · Rött kort: BKH: Schüller (55’) |
| 16:00 UTC+2 | 16:00 UTC+2    |                         |                 |                                            | Göteborg · Publik: 4 752 · Domare: Glenn Nyberg (Borlänge) · Gult kort: BKH: Schüller (50’, 55’) Owoeri (90+1’) MFF: Lewicki (8’) Jeremejeff (59’) Árnason (77’) Sana (84’) Wiland (90+2’) · Rött kort: BKH: Schüller (55’) | Göteborg · Publik: 4 752 · Domare: Glenn Nyberg (Borlänge) · Gult kort: BKH: Schüller (50’, 55’) Owoeri (90+1’) MFF: Lewicki (8’) Jeremejeff (59’) Árnason (77’) Sana (84’) Wiland (90+2’) · Rött kort: BKH: Schüller (55’) |
| 16:00 UTC+2 | 16:00 UTC+2    |                         |                 |                                            | Göteborg · Publik: 4 752 · Domare: Glenn Nyberg (Borlänge) · Gult kort: BKH: Schüller (50’, 55’) Owoeri (90+1’) MFF: Lewicki (8’) Jeremejeff (59’) Árnason (77’) Sana (84’) Wiland (90+2’) · Rött kort: BKH: Schüller (55’) | Göteborg · Publik: 4 752 · Domare: Glenn Nyberg (Borlänge) · Gult kort: BKH: Schüller (50’, 55’) Owoeri (90+1’) MFF: Lewicki (8’) Jeremejeff (59’) Árnason (77’) Sana (84’) Wiland (90+2’) · Rött kort: BKH: Schüller (55’) |

| 26          | 16 oktober 2016 | IFK Norrköping | 1 – 2           | Malmö FF                   | Östgötaporten | |
| 15:00 UTC+2 | 15:00 UTC+2     | Bärkroth 48′   | (0 – 1) Rapport | 29′ Árnason 69′ Jeremejeff | Norrköping · Publik: 15 940 · Domare: Stefan Johannesson (Stockholm) · Gult kort: MFF: Lewicki (30’) Jeremejeff (59’) Yoshi (79’) Berget (90+3’) · | Norrköping · Publik: 15 940 · Domare: Stefan Johannesson (Stockholm) · Gult kort: MFF: Lewicki (30’) Jeremejeff (59’) Yoshi (79’) Berget (90+3’) · |
| 15:00 UTC+2 | 15:00 UTC+2     |                |                 |                            | Norrköping · Publik: 15 940 · Domare: Stefan Johannesson (Stockholm) · Gult kort: MFF: Lewicki (30’) Jeremejeff (59’) Yoshi (79’) Berget (90+3’) · | Norrköping · Publik: 15 940 · Domare: Stefan Johannesson (Stockholm) · Gult kort: MFF: Lewicki (30’) Jeremejeff (59’) Yoshi (79’) Berget (90+3’) · |
| 15:00 UTC+2 | 15:00 UTC+2     |                |                 |                            | Norrköping · Publik: 15 940 · Domare: Stefan Johannesson (Stockholm) · Gult kort: MFF: Lewicki (30’) Jeremejeff (59’) Yoshi (79’) Berget (90+3’) · | Norrköping · Publik: 15 940 · Domare: Stefan Johannesson (Stockholm) · Gult kort: MFF: Lewicki (30’) Jeremejeff (59’) Yoshi (79’) Berget (90+3’) · |

| 27          | 23 oktober 2016 | Malmö FF | 0 – 3           | Östersunds FK                             | Swedbank Stadion | |
| 16:00 UTC+2 | 16:00 UTC+2     |          | (0 – 1) Rapport | 37′, 87′ Saman Ghoddos 51′ Fouad Bachirou | Malmö · Publik: 20 297 · Domare: Markus Strömbergsson (Gävle) · Gult kort: MFF: Yoshi (26’) Lewicki (65’) Bengtsson (80’) Adu (85’) Konate (90+4’) ÖFK: Mensah (85’) · | Malmö · Publik: 20 297 · Domare: Markus Strömbergsson (Gävle) · Gult kort: MFF: Yoshi (26’) Lewicki (65’) Bengtsson (80’) Adu (85’) Konate (90+4’) ÖFK: Mensah (85’) · |
| 16:00 UTC+2 | 16:00 UTC+2     |          |                 |                                           | Malmö · Publik: 20 297 · Domare: Markus Strömbergsson (Gävle) · Gult kort: MFF: Yoshi (26’) Lewicki (65’) Bengtsson (80’) Adu (85’) Konate (90+4’) ÖFK: Mensah (85’) · | Malmö · Publik: 20 297 · Domare: Markus Strömbergsson (Gävle) · Gult kort: MFF: Yoshi (26’) Lewicki (65’) Bengtsson (80’) Adu (85’) Konate (90+4’) ÖFK: Mensah (85’) · |
| 16:00 UTC+2 | 16:00 UTC+2     |          |                 |                                           | Malmö · Publik: 20 297 · Domare: Markus Strömbergsson (Gävle) · Gult kort: MFF: Yoshi (26’) Lewicki (65’) Bengtsson (80’) Adu (85’) Konate (90+4’) ÖFK: Mensah (85’) · | Malmö · Publik: 20 297 · Domare: Markus Strömbergsson (Gävle) · Gult kort: MFF: Yoshi (26’) Lewicki (65’) Bengtsson (80’) Adu (85’) Konate (90+4’) ÖFK: Mensah (85’) · |

| 28          | 26 oktober 2016 | Falkenbergs FF | 0 – 3           | Malmö FF                              | Falkenbergs IP | |
| 19:00 UTC+2 | 19:00 UTC+2     |                | (0 – 2) Rapport | 2′ Berget 20′ Svanberg 53′ Jeremejeff | Falkenberg · Publik: 5 120 · Domare: Martin Strömbergsson (Gävle) · Gult kort: FFF: Kwakwa (19’) Juel-Nielsen (51’) Carvalho (61’) Araba (73’) MFF: Vindheim (63’) · | Falkenberg · Publik: 5 120 · Domare: Martin Strömbergsson (Gävle) · Gult kort: FFF: Kwakwa (19’) Juel-Nielsen (51’) Carvalho (61’) Araba (73’) MFF: Vindheim (63’) · |
| 19:00 UTC+2 | 19:00 UTC+2     |                |                 |                                       | Falkenberg · Publik: 5 120 · Domare: Martin Strömbergsson (Gävle) · Gult kort: FFF: Kwakwa (19’) Juel-Nielsen (51’) Carvalho (61’) Araba (73’) MFF: Vindheim (63’) · | Falkenberg · Publik: 5 120 · Domare: Martin Strömbergsson (Gävle) · Gult kort: FFF: Kwakwa (19’) Juel-Nielsen (51’) Carvalho (61’) Araba (73’) MFF: Vindheim (63’) · |
| 19:00 UTC+2 | 19:00 UTC+2     |                |                 |                                       | Falkenberg · Publik: 5 120 · Domare: Martin Strömbergsson (Gävle) · Gult kort: FFF: Kwakwa (19’) Juel-Nielsen (51’) Carvalho (61’) Araba (73’) MFF: Vindheim (63’) · | Falkenberg · Publik: 5 120 · Domare: Martin Strömbergsson (Gävle) · Gult kort: FFF: Kwakwa (19’) Juel-Nielsen (51’) Carvalho (61’) Araba (73’) MFF: Vindheim (63’) · |

| 29          | 30 oktober 2016 | Gefle IF     | 1 – 0           | Malmö FF | Gavlevallen                                                                                          | |
| 17:30 UTC+1 | 17:30 UTC+1     | Williams 72′ | (0 – 0) Rapport |          | Gävle · Publik: 3 380 · Domare: Glenn Nyberg (Borlänge) · Gult kort: MFF: Berget (61’) Rakip (83’) · | Gävle · Publik: 3 380 · Domare: Glenn Nyberg (Borlänge) · Gult kort: MFF: Berget (61’) Rakip (83’) · |
| 17:30 UTC+1 | 17:30 UTC+1     |              |                 |          | Gävle · Publik: 3 380 · Domare: Glenn Nyberg (Borlänge) · Gult kort: MFF: Berget (61’) Rakip (83’) · | Gävle · Publik: 3 380 · Domare: Glenn Nyberg (Borlänge) · Gult kort: MFF: Berget (61’) Rakip (83’) · |
| 17:30 UTC+1 | 17:30 UTC+1     |              |                 |          | Gävle · Publik: 3 380 · Domare: Glenn Nyberg (Borlänge) · Gult kort: MFF: Berget (61’) Rakip (83’) · | Gävle · Publik: 3 380 · Domare: Glenn Nyberg (Borlänge) · Gult kort: MFF: Berget (61’) Rakip (83’) · |

| 30          | 6 november 2016 | Malmö FF                      | 3 – 0           | Hammarby IF | Swedbank Stadion | |
| 15:00 UTC+1 | 15:00 UTC+1     | Berget 29′ Rosenberg 86′, 90′ | (1 – 0) Rapport |             | Malmö · Publik: 21 719 · Domare: Stefan Johannesson (Stockholm) · Gult kort: MFF: Lewicki (45’) HAIF: Smárason (29’) Sætra (33’) · | Malmö · Publik: 21 719 · Domare: Stefan Johannesson (Stockholm) · Gult kort: MFF: Lewicki (45’) HAIF: Smárason (29’) Sætra (33’) · |
| 15:00 UTC+1 | 15:00 UTC+1     |                               |                 |             | Malmö · Publik: 21 719 · Domare: Stefan Johannesson (Stockholm) · Gult kort: MFF: Lewicki (45’) HAIF: Smárason (29’) Sætra (33’) · | Malmö · Publik: 21 719 · Domare: Stefan Johannesson (Stockholm) · Gult kort: MFF: Lewicki (45’) HAIF: Smárason (29’) Sætra (33’) · |
| 15:00 UTC+1 | 15:00 UTC+1     |                               |                 |             | Malmö · Publik: 21 719 · Domare: Stefan Johannesson (Stockholm) · Gult kort: MFF: Lewicki (45’) HAIF: Smárason (29’) Sætra (33’) · | Malmö · Publik: 21 719 · Domare: Stefan Johannesson (Stockholm) · Gult kort: MFF: Lewicki (45’) HAIF: Smárason (29’) Sætra (33’) · |

## Svenska cupen

### 2015/2016
Turneringen fortsatte från 2015 års säsong 
Huvudartikel: Svenska cupen i fotboll 2015/2016

#### Gruppspel

##### Tabell
| Nr | Lag           | S | V | O | F | GM | IM | MS | P |
| -- | ------------- | - | - | - | - | -- | -- | -- | - |
| 1  | Malmö FF      | 3 | 3 | 0 | 0 | 10 | 2  | +8 | 9 |
| 2  | IK Sirius     | 3 | 1 | 1 | 1 | 3  | 3  | 0  | 4 |
| 3  | GIF Sundsvall | 3 | 1 | 0 | 2 | 1  | 5  | −4 | 3 |
| 4  | Ängelholms FF | 3 | 0 | 1 | 2 | 2  | 6  | −4 | 1 |

| Hemma \ Borta | GIF | IKS | MFF | ÄFF |
| GIF Sundsvall | —   | 0–1 | —   | 1–0 |
| IK Sirius     | —   | —   | —   | 1–1 |
| Malmö FF      | 4–0 | 2–1 | —   | —   |
| Ängelholms FF | —   | —   | 1–4 | —   |

##### Matcher
| 1           | 20 februari 2016 | Malmö FF        | 2 – 1           | IK Sirius | Malmö IP | |
| 16:00 UTC+1 | 16:00 UTC+1      | Berget 34′, 76′ | (0 – 1) Rapport | 5′ Sarfo  | Malmö · Publik: 3 625 · Domare: Kristoffer Karlsson (Höganäs) · Gult kort: MFF: Christiansen (3’) Tinnerholm (4’) Kjartansson (71’) IKS: Gustafsson (4’) Kapcevic (56’) Hopkins (72’) · | Malmö · Publik: 3 625 · Domare: Kristoffer Karlsson (Höganäs) · Gult kort: MFF: Christiansen (3’) Tinnerholm (4’) Kjartansson (71’) IKS: Gustafsson (4’) Kapcevic (56’) Hopkins (72’) · |
| 16:00 UTC+1 | 16:00 UTC+1      |                 |                 |           | Malmö · Publik: 3 625 · Domare: Kristoffer Karlsson (Höganäs) · Gult kort: MFF: Christiansen (3’) Tinnerholm (4’) Kjartansson (71’) IKS: Gustafsson (4’) Kapcevic (56’) Hopkins (72’) · | Malmö · Publik: 3 625 · Domare: Kristoffer Karlsson (Höganäs) · Gult kort: MFF: Christiansen (3’) Tinnerholm (4’) Kjartansson (71’) IKS: Gustafsson (4’) Kapcevic (56’) Hopkins (72’) · |
| 16:00 UTC+1 | 16:00 UTC+1      |                 |                 |           | Malmö · Publik: 3 625 · Domare: Kristoffer Karlsson (Höganäs) · Gult kort: MFF: Christiansen (3’) Tinnerholm (4’) Kjartansson (71’) IKS: Gustafsson (4’) Kapcevic (56’) Hopkins (72’) · | Malmö · Publik: 3 625 · Domare: Kristoffer Karlsson (Höganäs) · Gult kort: MFF: Christiansen (3’) Tinnerholm (4’) Kjartansson (71’) IKS: Gustafsson (4’) Kapcevic (56’) Hopkins (72’) · |

| 2           | 28 februari 2016 | Ängelholms FF | 1 – 4           | Malmö FF                                                    | Malmö IP                                                                                                 | |
| 14:00 UTC+1 | 14:00 UTC+1      | Eiswohld 45′  | (1 – 0) Rapport | 49′, 75′ Berget 59′ (str.) Kjartansson 68′ Rasmus Bengtsson | Malmö · Publik: 3 417 · Domare: Andreas Ekberg (Lund) · Gult kort: ÄFF: Eiswohld (52’) Ljungberg (63’) · | Malmö · Publik: 3 417 · Domare: Andreas Ekberg (Lund) · Gult kort: ÄFF: Eiswohld (52’) Ljungberg (63’) · |
| 14:00 UTC+1 | 14:00 UTC+1      |               |                 |                                                             | Malmö · Publik: 3 417 · Domare: Andreas Ekberg (Lund) · Gult kort: ÄFF: Eiswohld (52’) Ljungberg (63’) · | Malmö · Publik: 3 417 · Domare: Andreas Ekberg (Lund) · Gult kort: ÄFF: Eiswohld (52’) Ljungberg (63’) · |
| 14:00 UTC+1 | 14:00 UTC+1      |               |                 |                                                             | Malmö · Publik: 3 417 · Domare: Andreas Ekberg (Lund) · Gult kort: ÄFF: Eiswohld (52’) Ljungberg (63’) · | Malmö · Publik: 3 417 · Domare: Andreas Ekberg (Lund) · Gult kort: ÄFF: Eiswohld (52’) Ljungberg (63’) · |

| 3           | 5 mars 2016 | Malmö FF                                        | 4 – 0           | GIF Sundsvall | Malmö IP | |
| 16:00 UTC+1 | 16:00 UTC+1 | Kjartansson 5′ Christiansen 69′ Molins 76′, 81′ | (1 – 0) Rapport |               | Malmö · Publik: 4 014 · Domare: Per Melin (Kävlinge) · Gult kort: MFF: Yoshi (36’) Árnason (74’) Tinnerholm (90’) GIFS: Larsson (12’) Kristinn Steindórsson (33’) · | Malmö · Publik: 4 014 · Domare: Per Melin (Kävlinge) · Gult kort: MFF: Yoshi (36’) Árnason (74’) Tinnerholm (90’) GIFS: Larsson (12’) Kristinn Steindórsson (33’) · |
| 16:00 UTC+1 | 16:00 UTC+1 |                                                 |                 |               | Malmö · Publik: 4 014 · Domare: Per Melin (Kävlinge) · Gult kort: MFF: Yoshi (36’) Árnason (74’) Tinnerholm (90’) GIFS: Larsson (12’) Kristinn Steindórsson (33’) · | Malmö · Publik: 4 014 · Domare: Per Melin (Kävlinge) · Gult kort: MFF: Yoshi (36’) Árnason (74’) Tinnerholm (90’) GIFS: Larsson (12’) Kristinn Steindórsson (33’) · |
| 16:00 UTC+1 | 16:00 UTC+1 |                                                 |                 |               | Malmö · Publik: 4 014 · Domare: Per Melin (Kävlinge) · Gult kort: MFF: Yoshi (36’) Árnason (74’) Tinnerholm (90’) GIFS: Larsson (12’) Kristinn Steindórsson (33’) · | Malmö · Publik: 4 014 · Domare: Per Melin (Kävlinge) · Gult kort: MFF: Yoshi (36’) Árnason (74’) Tinnerholm (90’) GIFS: Larsson (12’) Kristinn Steindórsson (33’) · |

#### Slutspel

##### Kvartsfinal
| 4           | 13 mars 2016 | Malmö FF        | 1 – 0           | IFK Norrköping | Malmö IP | |
| 14:30 UTC+1 | 14:30 UTC+1  | Kjartansson 47′ | (0 – 0) Rapport |                | Malmö · Publik: 4 499 · Domare: Mohammed Al-Hakim (Köping) · Gult kort: MFF: Rosenberg (78’) Árnason (83’) Mehmeti (90’) IFKN: Blomqvist (24’) Telo (71’) · | Malmö · Publik: 4 499 · Domare: Mohammed Al-Hakim (Köping) · Gult kort: MFF: Rosenberg (78’) Árnason (83’) Mehmeti (90’) IFKN: Blomqvist (24’) Telo (71’) · |
| 14:30 UTC+1 | 14:30 UTC+1  |                 |                 |                | Malmö · Publik: 4 499 · Domare: Mohammed Al-Hakim (Köping) · Gult kort: MFF: Rosenberg (78’) Árnason (83’) Mehmeti (90’) IFKN: Blomqvist (24’) Telo (71’) · | Malmö · Publik: 4 499 · Domare: Mohammed Al-Hakim (Köping) · Gult kort: MFF: Rosenberg (78’) Árnason (83’) Mehmeti (90’) IFKN: Blomqvist (24’) Telo (71’) · |
| 14:30 UTC+1 | 14:30 UTC+1  |                 |                 |                | Malmö · Publik: 4 499 · Domare: Mohammed Al-Hakim (Köping) · Gult kort: MFF: Rosenberg (78’) Árnason (83’) Mehmeti (90’) IFKN: Blomqvist (24’) Telo (71’) · | Malmö · Publik: 4 499 · Domare: Mohammed Al-Hakim (Köping) · Gult kort: MFF: Rosenberg (78’) Árnason (83’) Mehmeti (90’) IFKN: Blomqvist (24’) Telo (71’) · |

##### Semifinal
| 5           | 19 mars 2016 | Kalmar FF                 | 2 – 3           | Malmö FF                             | Guldfågeln Arena | |
| 13:30 UTC+1 | 13:30 UTC+1  | Romário 11′ Antonsson 90′ | (1 – 0) Rapport | 57′ (str.), 60′ Rosenberg 63′ Berget | Kalmar · Publik: 4 096 · Domare: Bojan Pandzic (Göteborg) · Gult kort: KFF: Romário (35’) Larsson (50’) Nouri (55’) Ismael (61’) Hedlund (86’) MFF: Rosenberg (40’) Lewicki (43’) · Rött kort: KFF: Ismael (84’) | Kalmar · Publik: 4 096 · Domare: Bojan Pandzic (Göteborg) · Gult kort: KFF: Romário (35’) Larsson (50’) Nouri (55’) Ismael (61’) Hedlund (86’) MFF: Rosenberg (40’) Lewicki (43’) · Rött kort: KFF: Ismael (84’) |
| 13:30 UTC+1 | 13:30 UTC+1  |                           |                 |                                      | Kalmar · Publik: 4 096 · Domare: Bojan Pandzic (Göteborg) · Gult kort: KFF: Romário (35’) Larsson (50’) Nouri (55’) Ismael (61’) Hedlund (86’) MFF: Rosenberg (40’) Lewicki (43’) · Rött kort: KFF: Ismael (84’) | Kalmar · Publik: 4 096 · Domare: Bojan Pandzic (Göteborg) · Gult kort: KFF: Romário (35’) Larsson (50’) Nouri (55’) Ismael (61’) Hedlund (86’) MFF: Rosenberg (40’) Lewicki (43’) · Rött kort: KFF: Ismael (84’) |
| 13:30 UTC+1 | 13:30 UTC+1  |                           |                 |                                      | Kalmar · Publik: 4 096 · Domare: Bojan Pandzic (Göteborg) · Gult kort: KFF: Romário (35’) Larsson (50’) Nouri (55’) Ismael (61’) Hedlund (86’) MFF: Rosenberg (40’) Lewicki (43’) · Rött kort: KFF: Ismael (84’) | Kalmar · Publik: 4 096 · Domare: Bojan Pandzic (Göteborg) · Gult kort: KFF: Romário (35’) Larsson (50’) Nouri (55’) Ismael (61’) Hedlund (86’) MFF: Rosenberg (40’) Lewicki (43’) · Rött kort: KFF: Ismael (84’) |

##### Final
| 6           | 5 maj 2016  | Malmö FF                                                 | 0000 2 – 2 (e.fl.)         | BK Häcken                                                     | Swedbank Stadion | |
| 15:30 UTC+2 | 15:30 UTC+2 | Rosenberg 39′ Wolff Eikrem 44′                           | (2 – 0) Rapport            | 61′ Savage 66′ Mohammed                                       | Malmö · Publik: 22 302 · Domare: Andreas Ekberg (Lund) · Gult kort: MFF: Rosenberg (45+1’) Berget (45+’2) Lewicki (51’, 51’) Sana (117’) BKH: Mohammed (33’) Arkivuo (43’) Jeremejeff (45’) Gustafson (117’) · Rött kort: MFF: Lewicki (51’) | Malmö · Publik: 22 302 · Domare: Andreas Ekberg (Lund) · Gult kort: MFF: Rosenberg (45+1’) Berget (45+’2) Lewicki (51’, 51’) Sana (117’) BKH: Mohammed (33’) Arkivuo (43’) Jeremejeff (45’) Gustafson (117’) · Rött kort: MFF: Lewicki (51’) |
| 15:30 UTC+2 | 15:30 UTC+2 |                                                          |                            |                                                               | Malmö · Publik: 22 302 · Domare: Andreas Ekberg (Lund) · Gult kort: MFF: Rosenberg (45+1’) Berget (45+’2) Lewicki (51’, 51’) Sana (117’) BKH: Mohammed (33’) Arkivuo (43’) Jeremejeff (45’) Gustafson (117’) · Rött kort: MFF: Lewicki (51’) | Malmö · Publik: 22 302 · Domare: Andreas Ekberg (Lund) · Gult kort: MFF: Rosenberg (45+1’) Berget (45+’2) Lewicki (51’, 51’) Sana (117’) BKH: Mohammed (33’) Arkivuo (43’) Jeremejeff (45’) Gustafson (117’) · Rött kort: MFF: Lewicki (51’) |
| 15:30 UTC+2 | 15:30 UTC+2 | Molins Sana Berget Christiansen Rakip Árnason Tinnerholm | Straffsparksläggning 5 – 6 | Savage Makondele Gustafson Mohammed Paulinho Arkivuo Sandberg | Malmö · Publik: 22 302 · Domare: Andreas Ekberg (Lund) · Gult kort: MFF: Rosenberg (45+1’) Berget (45+’2) Lewicki (51’, 51’) Sana (117’) BKH: Mohammed (33’) Arkivuo (43’) Jeremejeff (45’) Gustafson (117’) · Rött kort: MFF: Lewicki (51’) | Malmö · Publik: 22 302 · Domare: Andreas Ekberg (Lund) · Gult kort: MFF: Rosenberg (45+1’) Berget (45+’2) Lewicki (51’, 51’) Sana (117’) BKH: Mohammed (33’) Arkivuo (43’) Jeremejeff (45’) Gustafson (117’) · Rött kort: MFF: Lewicki (51’) |

### 2016/2017
|             | 25 augusti 2016 | Landskrona BoIS               | 3 – 1           | Malmö FF   | Landskrona IP | |
| 19:00 UTC+2 | 19:00 UTC+2     | Tkacz 5′ Levi 14′ Pärsson 58′ | (2 – 0) Rapport | 79′ Berget | Landskrona · Publik: 5 125 · Domare: Robert Daradic (Helsingborg) · Gult kort: LB: Tkacz (42’) Pärsson (62’) Kaddoura (90’) MFF: Bengtsson (27’) Rakip (74’) · | Landskrona · Publik: 5 125 · Domare: Robert Daradic (Helsingborg) · Gult kort: LB: Tkacz (42’) Pärsson (62’) Kaddoura (90’) MFF: Bengtsson (27’) Rakip (74’) · |
| 19:00 UTC+2 | 19:00 UTC+2     |                               |                 |            | Landskrona · Publik: 5 125 · Domare: Robert Daradic (Helsingborg) · Gult kort: LB: Tkacz (42’) Pärsson (62’) Kaddoura (90’) MFF: Bengtsson (27’) Rakip (74’) · | Landskrona · Publik: 5 125 · Domare: Robert Daradic (Helsingborg) · Gult kort: LB: Tkacz (42’) Pärsson (62’) Kaddoura (90’) MFF: Bengtsson (27’) Rakip (74’) · |
| 19:00 UTC+2 | 19:00 UTC+2     |                               |                 |            | Landskrona · Publik: 5 125 · Domare: Robert Daradic (Helsingborg) · Gult kort: LB: Tkacz (42’) Pärsson (62’) Kaddoura (90’) MFF: Bengtsson (27’) Rakip (74’) · | Landskrona · Publik: 5 125 · Domare: Robert Daradic (Helsingborg) · Gult kort: LB: Tkacz (42’) Pärsson (62’) Kaddoura (90’) MFF: Bengtsson (27’) Rakip (74’) · |

## Övriga matcher

### Träningsmatcher
| TM          | 29 januari 2016 | Malmö FF    | 1 – 0                       | Fremad Amager | Malmö IP | |
| 18:30 UTC+1 | 18:30 UTC+1     | Mehmeti 62′ | (0 – 0) Rapport 1 Rapport 2 |               | Malmö, Sverige · Publik: 1 555 · Gult kort: MFF Árnason (44’) Andersson (55’) FA: M. Mortensen (27’) N. Mortensen (50’) · | Malmö, Sverige · Publik: 1 555 · Gult kort: MFF Árnason (44’) Andersson (55’) FA: M. Mortensen (27’) N. Mortensen (50’) · |
| 18:30 UTC+1 | 18:30 UTC+1     |             |                             |               | Malmö, Sverige · Publik: 1 555 · Gult kort: MFF Árnason (44’) Andersson (55’) FA: M. Mortensen (27’) N. Mortensen (50’) · | Malmö, Sverige · Publik: 1 555 · Gult kort: MFF Árnason (44’) Andersson (55’) FA: M. Mortensen (27’) N. Mortensen (50’) · |
| 18:30 UTC+1 | 18:30 UTC+1     |             |                             |               | Malmö, Sverige · Publik: 1 555 · Gult kort: MFF Árnason (44’) Andersson (55’) FA: M. Mortensen (27’) N. Mortensen (50’) · | Malmö, Sverige · Publik: 1 555 · Gult kort: MFF Árnason (44’) Andersson (55’) FA: M. Mortensen (27’) N. Mortensen (50’) · |

| TM    | 5 februari 2016 | FC Köpenhamn | 1 – 0           | Malmö FF | The Sevens Stadium           |                              |
| 12:00 | 12:00           | Delaney 40′  | (1 – 0) Rapport |          | Dubai, Förenade Arabemiraten | Dubai, Förenade Arabemiraten |
| 12:00 | 12:00           |              |                 |          | Dubai, Förenade Arabemiraten | Dubai, Förenade Arabemiraten |
| 12:00 | 12:00           |              |                 |          | Dubai, Förenade Arabemiraten | Dubai, Förenade Arabemiraten |

| TM    | 9 februari 2016 | FC Midtjylland | 1 – 1           | Malmö FF      | The Sevens Stadium           |                              |
| 17:00 | 17:00           | Pusic 26′      | (1 – 0) Rapport | 60′ Rosenberg | Dubai, Förenade Arabemiraten | Dubai, Förenade Arabemiraten |
| 17:00 | 17:00           |                |                 |               | Dubai, Förenade Arabemiraten | Dubai, Förenade Arabemiraten |
| 17:00 | 17:00           |                |                 |               | Dubai, Förenade Arabemiraten | Dubai, Förenade Arabemiraten |

| TM          | 14 februari 2016 | Malmö FF   | 1 – 0           | Brøndby IF | Malmö IP | |
| 14:00 UTC+1 | 14:00 UTC+1      | Berget 83′ | (0 – 0) Rapport |            | Malmö, Sverige · Publik: 3 847 · Gult kort: MFF: Yoshi (41’) Rodić (55’) Lewiciki (64’) Berget (64’) Rakip (67’) BIF: Albrechtsen (55’) · | Malmö, Sverige · Publik: 3 847 · Gult kort: MFF: Yoshi (41’) Rodić (55’) Lewiciki (64’) Berget (64’) Rakip (67’) BIF: Albrechtsen (55’) · |
| 14:00 UTC+1 | 14:00 UTC+1      |            |                 |            | Malmö, Sverige · Publik: 3 847 · Gult kort: MFF: Yoshi (41’) Rodić (55’) Lewiciki (64’) Berget (64’) Rakip (67’) BIF: Albrechtsen (55’) · | Malmö, Sverige · Publik: 3 847 · Gult kort: MFF: Yoshi (41’) Rodić (55’) Lewiciki (64’) Berget (64’) Rakip (67’) BIF: Albrechtsen (55’) · |
| 14:00 UTC+1 | 14:00 UTC+1      |            |                 |            | Malmö, Sverige · Publik: 3 847 · Gult kort: MFF: Yoshi (41’) Rodić (55’) Lewiciki (64’) Berget (64’) Rakip (67’) BIF: Albrechtsen (55’) · | Malmö, Sverige · Publik: 3 847 · Gult kort: MFF: Yoshi (41’) Rodić (55’) Lewiciki (64’) Berget (64’) Rakip (67’) BIF: Albrechtsen (55’) · |

| TM          | 23 februari 2016 | Ålborg BK                       | 3 – 0           | Malmö FF | Nordjyske Arena               |                               |
| ??:00 UTC+1 | ??:00 UTC+1      | Jönsson 16′ Enevoldsen 21′, 57′ | (2 – 0) Rapport |          | Ålborg, Danmark Publik: 4 744 | Ålborg, Danmark Publik: 4 744 |
| ??:00 UTC+1 | ??:00 UTC+1      |                                 |                 |          | Ålborg, Danmark Publik: 4 744 | Ålborg, Danmark Publik: 4 744 |
| ??:00 UTC+1 | ??:00 UTC+1      |                                 |                 |          | Ålborg, Danmark Publik: 4 744 | Ålborg, Danmark Publik: 4 744 |

| TM          | 25 mars 2016 | Malmö FF                                         | 4 – 0           | HJK Helsingfors | Swedbank Stadion | |
| 15:00 UTC+1 | 15:00 UTC+1  | Christiansen 14′ Rosenberg 22′, 31′ Carvalho 57′ | (3 – 0) Rapport |                 | Malmö, Sverige · Publik: 1 033 · Gult kort: MFF: Bengtsson (24’) HJK: Malolo (25’, 44') Tatomirovic (33’) Morelos (50’) Sorsa (59’) · Rött kort: HJK: Malolo (44’) | Malmö, Sverige · Publik: 1 033 · Gult kort: MFF: Bengtsson (24’) HJK: Malolo (25’, 44') Tatomirovic (33’) Morelos (50’) Sorsa (59’) · Rött kort: HJK: Malolo (44’) |
| 15:00 UTC+1 | 15:00 UTC+1  |                                                  |                 |                 | Malmö, Sverige · Publik: 1 033 · Gult kort: MFF: Bengtsson (24’) HJK: Malolo (25’, 44') Tatomirovic (33’) Morelos (50’) Sorsa (59’) · Rött kort: HJK: Malolo (44’) | Malmö, Sverige · Publik: 1 033 · Gult kort: MFF: Bengtsson (24’) HJK: Malolo (25’, 44') Tatomirovic (33’) Morelos (50’) Sorsa (59’) · Rött kort: HJK: Malolo (44’) |
| 15:00 UTC+1 | 15:00 UTC+1  |                                                  |                 |                 | Malmö, Sverige · Publik: 1 033 · Gult kort: MFF: Bengtsson (24’) HJK: Malolo (25’, 44') Tatomirovic (33’) Morelos (50’) Sorsa (59’) · Rött kort: HJK: Malolo (44’) | Malmö, Sverige · Publik: 1 033 · Gult kort: MFF: Bengtsson (24’) HJK: Malolo (25’, 44') Tatomirovic (33’) Morelos (50’) Sorsa (59’) · Rött kort: HJK: Malolo (44’) |

| TM          | 29 juni 2016 | Malmö FF        | 1 – 0           | Odense BK | Swedbank Stadion             |                              |
| 15:00 UTC+2 | 15:00 UTC+2  | Kjartansson 77′ | (0 – 0) Rapport |           | Malmö, Sverige Publik: 1 461 | Malmö, Sverige Publik: 1 461 |
| 15:00 UTC+2 | 15:00 UTC+2  |                 |                 |           | Malmö, Sverige Publik: 1 461 | Malmö, Sverige Publik: 1 461 |
| 15:00 UTC+2 | 15:00 UTC+2  |                 |                 |           | Malmö, Sverige Publik: 1 461 | Malmö, Sverige Publik: 1 461 |

| TM          | 4 juli 2016 | Malmö FF             | 2 – 0           | AGF | Swedbank Stadion             |                              |
| 17:00 UTC+2 | 17:00 UTC+2 | Kjartansson 61′, 64′ | (0 – 0) Rapport |     | Malmö, Sverige Publik: 2 651 | Malmö, Sverige Publik: 2 651 |
| 17:00 UTC+2 | 17:00 UTC+2 |                      |                 |     | Malmö, Sverige Publik: 2 651 | Malmö, Sverige Publik: 2 651 |
| 17:00 UTC+2 | 17:00 UTC+2 |                      |                 |     | Malmö, Sverige Publik: 2 651 | Malmö, Sverige Publik: 2 651 |

| TM          | 4 augusti 2016 | Malmö FF | 0 – 1           | Wolfsburg     | Swedbank Stadion                                                                                                   | |
| 19:00 UTC+2 | 19:00 UTC+2    |          | (0 – 0) Rapport | 85′ Rodriguez | Malmö, Sverige · Publik: 1 526 · Gult kort: MFF: Árnason (26’) Brorsson (68’) WOL: Caligiuri (28’) Azzaoui (71’) · | Malmö, Sverige · Publik: 1 526 · Gult kort: MFF: Árnason (26’) Brorsson (68’) WOL: Caligiuri (28’) Azzaoui (71’) · |
| 19:00 UTC+2 | 19:00 UTC+2    |          |                 |               | Malmö, Sverige · Publik: 1 526 · Gult kort: MFF: Árnason (26’) Brorsson (68’) WOL: Caligiuri (28’) Azzaoui (71’) · | Malmö, Sverige · Publik: 1 526 · Gult kort: MFF: Árnason (26’) Brorsson (68’) WOL: Caligiuri (28’) Azzaoui (71’) · |
| 19:00 UTC+2 | 19:00 UTC+2    |          |                 |               | Malmö, Sverige · Publik: 1 526 · Gult kort: MFF: Árnason (26’) Brorsson (68’) WOL: Caligiuri (28’) Azzaoui (71’) · | Malmö, Sverige · Publik: 1 526 · Gult kort: MFF: Árnason (26’) Brorsson (68’) WOL: Caligiuri (28’) Azzaoui (71’) · |

## Spelare

### Spelartruppen
| Nr | Pos | Namn                  | Ålder | Började | Slutar | Kom från              | Moderklubb            | Notering                      |
| -- | --- | --------------------- | ----- | ------- | ------ | --------------------- | --------------------- | ----------------------------- |
| 1  | MV  | Johan Wiland          | 44    | 2015    | 2017   | FC Köpenhamn          | Rydboholms SK         |                               |
| 2  | F   | Pa Konate             | 30    | 2013    | 2017   | Malmö FF              | Malmö FF              |                               |
| 3  | F   | Anton Tinnerholm      | 34    | 2014    | 2017   | Åtvidabergs FF        | Brokinds IF           |                               |
| 4  | F   | Behrang Safari        | 40    | 2016    | 2020   | Basel                 | Lunds SK              |                               |
| 5  | MF  | Erdal Rakip           | 29    | 2013    | 2017   | Malmö FF              | Malmö FF              |                               |
| 6  | MF  | Oscar Lewicki         | 32    | 2015    | 2017   | BK Häcken             | Limhamns IF           |                               |
| 7  | MF  | Anders Christiansen   | 34    | 2016    |        | ChievoVerona          | Gentofte-Vangede      |                               |
| 8  | MF  | Enoch Kofi Adu        | 34    | 2014    | 2017   | Club Brugge           | Liberty Professionals |                               |
| 9  | A   | Markus Rosenberg      | 42    | 2014    | 2016   | West Bromwich         | Malmö FF              |                               |
| 10 | MF  | Magnus Wolff Eikrem   | 34    | 2015    | 2017   | Cardiff City          | Molde FK              |                               |
| 13 | F   | Yoshimar Yotún        | 35    | 2015    | 2017   | Sporting Cristal      | Academia Cantolao     |                               |
| 14 | MF  | Erik Andersson        | 27    | 2015    | 2018   | Landskrona BoIS       | —                     |                               |
| 15 | MF  | Paweł Cibicki         | 31    | 2013    | 2017   | FC Malmö              | Nydala IF             | Utlånad till Jönköpings Södra |
| 16 | MV  | Sixten Mohlin         | 29    | 2013    | 2018   | Åhus HBK              | Kristianstads FF      | Utlånad till Kristianstads FF |
| 17 | F   | Rasmus Bengtsson      | 38    | 2015    | 2019   | Twente                | Malmö FF              |                               |
| 18 | MF  | Piotr Johansson       | 30    | 2014    | 2018   | Skurups AIF           | Skurups AIF           |                               |
| 20 | MF  | Vladimir Rodić        | 31    | 2015    | 2018   | Rad                   | Grafičar Belgrad      |                               |
| 21 | F   | Kári Árnason          | 42    | 2015    | 2017   | Rotherham United      | Valur                 |                               |
| 22 | MF  | Tobias Sana           | 35    | 2015    | 2018   | Ajax                  | Marieholms Boik       |                               |
| 23 | MF  | Jo Inge Berget        | 34    | 2015    | 2017   | Cardiff City          | FK Lyn                |                               |
| 24 | A   | Vidar Örn Kjartansson | 35    | 2016    | 2018   | Jiangsu Guoxin-Sainty | Selfoss               |                               |
| 25 | F   | Felipe Carvalho       | 31    | 2015    | 2017   | Tacuarembó            | Tacuarembó            |                               |
| 26 | F   | Andreas Vindheim      | 29    | 2015    | 2018   | SK Brann              | SK Brann              |                               |
| 29 | MV  | Fredrik Andersson     | 36    | 2015    | 2016   | Örgryte IS            | Skene IF              |                               |
| 30 | MV  | Marko Johansson       | 26    | 2015    | 2016   | Malmö FF              | Malmö FF              |                               |
| 31 | F   | Franz Brorsson        | 29    | 2015    | 2016   | Malmö FF              | Malmö FF              |                               |
| 32 | MF  | Mattias Svanberg      | 16    | 2015    | 2019   | Malmö FF              | Malmö FF              |                               |

### Spelarstatistik
| Nummer                                    | Position | Namn                  | Allsvenskan 2016 | Allsvenskan 2016 | Svenska Cupen 2015/16 Svenska Cupen 2016/17 | Svenska Cupen 2015/16 Svenska Cupen 2016/17 | Totalt  | Totalt |
| Nummer                                    | Position | Namn                  | Matcher          | Mål              | Matcher                                     | Mål                                         | Matcher | Mål    |
| ----------------------------------------- | -------- | --------------------- | ---------------- | ---------------- | ------------------------------------------- | ------------------------------------------- | ------- | ------ |
| 1                                         | MV       | Johan Wiland          | 28               | 0                | 6                                           | 0                                           | 34      | 0      |
| 2                                         | F        | Pa Konate             | 22               | 0                | 2                                           | 0                                           | 24      | 0      |
| 3                                         | F        | Anton Tinnerholm      | 29               | 0                | 6                                           | 0                                           | 35      | 0      |
| 4                                         | F        | Behrang Safari        | 11               | 0                | 0                                           | 0                                           | 11      | 0      |
| 5                                         | MF       | Erdal Rakip           | 27               | 2                | 6                                           | 0                                           | 33      | 2      |
| 6                                         | MF       | Oscar Lewicki         | 24               | 0                | 7                                           | 0                                           | 31      | 0      |
| 7                                         | MF       | Anders Christiansen   | 22               | 6                | 7                                           | 1                                           | 29      | 7      |
| 8                                         | MF       | Enoch Kofi Adu        | 18               | 1                | 0                                           | 0                                           | 18      | 1      |
| 9                                         | A        | Markus Rosenberg      | 22               | 8                | 6                                           | 3                                           | 28      | 11     |
| 10                                        | MF       | Magnus Wolff Eikrem   | 22               | 3                | 5                                           | 1                                           | 27      | 4      |
| 11                                        | A        | Alexander Jeremejeff  | 15               | 5                | 0                                           | 0                                           | 15      | 5      |
| 13                                        | F        | Yoshimar Yotún        | 19               | 0                | 5                                           | 0                                           | 24      | 0      |
| 14                                        | MF       | Erik Andersson        | 0                | 0                | 0                                           | 0                                           | 0       | 0      |
| 15                                        | MF       | Paweł Cibicki         | 0                | 0                | 0                                           | 0                                           | 0       | 0      |
| 16                                        | MV       | Sixten Mohlin         | 0                | 0                | 0                                           | 0                                           | 0       | 0      |
| 17                                        | F        | Rasmus Bengtsson      | 18               | 2                | 4                                           | 1                                           | 22      | 3      |
| 18                                        | MF       | Piotr Johansson       | 3                | 0                | 0                                           | 0                                           | 3       | 0      |
| 21                                        | F        | Kári Árnason          | 24               | 1                | 6                                           | 0                                           | 30      | 1      |
| 22                                        | MF       | Tobias Sana           | 11               | 1                | 3                                           | 0                                           | 14      | 1      |
| 23                                        | MF       | Jo Inge Berget        | 25               | 6                | 7                                           | 6                                           | 32      | 12     |
| 25                                        | F        | Felipe Carvalho       | 2                | 1                | 0                                           | 0                                           | 2       | 1      |
| 26                                        | F        | Andreas Vindheim      | 6                | 0                | 0                                           | 0                                           | 6       | 0      |
| 29                                        | MV       | Fredrik Andersson     | 3                | 0                | 0                                           | 0                                           | 3       | 0      |
| 30                                        | MV       | Marko Johansson       | 0                | 0                | 1                                           | 0                                           | 1       | 0      |
| 31                                        | F        | Franz Brorsson        | 17               | 0                | 5                                           | 0                                           | 22      | 0      |
| 32                                        | MF       | Mattias Svanberg      | 6                | 2                | 1                                           | 0                                           | 7       | 2      |
| 33                                        | A        | Teddy Bergqvist       | 1                | 0                | 0                                           | 0                                           | 1       | 0      |
| 35                                        | MF       | Piotr Johansson       | 0                | 0                | 1                                           | 0                                           | 1       | 0      |
| 37                                        | F        | Dennis Hadzikadunic   | 1                | 0                | 0                                           | 0                                           | 1       | 0      |
| Självmål                                  | Självmål | Självmål              | i.u.             | 0                | i.u.                                        | 0                                           | i.u.    | 0      |
| Spelare som lämnat klubben under säsongen |          |                       |                  |                  |                                             |                                             |         |        |
| 10                                        | MF       | Guillermo Molins      | 7                | 3                | 6                                           | 2                                           | 13      | 5      |
| 11                                        | A        | Agon Mehmeti          | 0                | 0                | 1                                           | 0                                           | 1       | 0      |
| 20                                        | MF       | Vladimir Rodić        | 8                | 1                | 5                                           | 0                                           | 13      | 1      |
| 24                                        | A        | Vidar Örn Kjartansson | 20               | 14               | 7                                           | 3                                           | 27      | 17     |
| 27                                        | MV       | Zlatan Azinović       | 0                | 0                | 0                                           | 0                                           | 0       | 0      |

### Spelare in/ut

#### In
| N  | P | Namn                 | Ålder | Flyttar från | Typ | Transferfönster | Slutar | Övergångs-pris | Källa            |
| -- | - | -------------------- | ----- | ------------ | --- | --------------- | ------ | -------------- | ---------------- |
| 4  | F | Behrang Safari       | 31    | Basel        |     | Sommar          |        | —              | fotbolldirekt.se |
| 11 | A | Alexander Jeremejeff | 22    | BK Häcken    |     | Sommar          |        | —              | Sydsvenskan.se   |

#### Ut
| N  | P  | Namn                | Ålder | Flyttar till   | Typ                      | Transferfönster | Övergångs-pris | Källa               |
| -- | -- | ------------------- | ----- | -------------- | ------------------------ | --------------- | -------------- | ------------------- |
| 34 | F  | Alexander Blomqvist | 21    | Trelleborgs FF | Övergång                 | Vinter          | —              | TrelleborgsFF.se    |
| 22 | MF | Amin Nazari         | 22    | Falkenbergs FF | Övergång                 | Vinter          | —              | Fotbolldirekt.se    |
| 14 | MF | Erik Andersson      | 18    | Trelleborgs FF | Utlånad - Samarbetsavtal | Vinter          | —              | Fotbolldirekt.se    |
| 27 | MV | Zlatan Azinović     | 28    | Ängelholms FF  | Utlånad                  | Vinter          | —              | Fotbolldirekt.se    |
| 11 | A  | Agon Mehmeti        | 26    | Stabæk IF      | Övergång                 | Vinter          | —              | Skånskadagbladet.se |
| 10 | MF | Guillermo Molins    | 27    | i.u.           | Slut på kontraktet       | Sommar          | —              | fotbolldirekt.se    |
| 27 | MV | Zlatan Azinović     | 28    | Slutar         |                          | Sommar          | —              | mff.se              |

## Anmärkningslista
1. Avbruten efter 77 spelade minuter (0–0) på grund av en publikskandal då en sorts smällare kastats in mot planen, från IFK Göteborgs ståplatsläktare för hemmasupportrarna, i riktning mot Tobias Sana.[3][4] Under tiden det väntades på ett besked om matchen skulle återupptas eller inte, tog sig en åskådare in på planen, åskådaren var en ishockeyspelare från Frölunda HC:s guldlag.[5] Den 5 maj offentliggjorde disciplinnämnden sitt beslut; 3–0-seger för Malmö FF.[6] Den 19 maj gick IFK Göteborg ut med att man väljer att överklaga disciplinnämndens beslut.[7] IFK Göteborg fick dock inte gehör för sin överklagan, varpå resultatet 3–0 till Malmö FF kvarstår.[8]
2. ↑  Avbruten efter 77 spelade minuter (0–0) på grund av en publikskandal då en sorts smällare kastats in mot planen, från IFK Göteborgs ståplatsläktare för hemmasupportrarna, i riktning mot Tobias Sana.[9][10] Under tiden det väntades på ett besked om matchen skulle återupptas eller inte, tog sig en åskådare in på planen, åskådaren var en ishockeyspelare från Frölunda HC:s guldlag.[11] Den 5 maj offentliggjorde disciplinnämnden sitt beslut; 3–0-seger för Malmö FF.[12] Den 19 maj gick IFK Göteborg ut med att man väljer att överklaga disciplinnämndens beslut.[13] IFK Göteborg fick dock inte gehör för sin överklagan, varpå resultatet 3–0 till Malmö FF kvarstår.[14]
3. 1 2  Då Änglavallen i Ängelholm inte kunde arrangera matchen valde Ängelholms FF att lägga matchen på Malmö IP. Ängelholms FF stod dock fortfarande som hemmalag i matchen.[16]
4. ↑  Mål under straffsparksläggning är exkluderat.
5. ↑  Med självmål menas mål som gjorts för MFF, men inte av en MFF-spelare